# Death Rituals
Death Rituals è l'ottavo album in studio del gruppo musicale death metal statunitense Six Feet Under, pubblicato nel 2008.

## Tracce
1. Death by Machete – 3:45
2. Involuntary Movement of Dead Flesh – 3:28
3. None Will Escape – 3:24
4. Eulogy for the Undead – 4:17
5. Seed of Filth – 4:58
6. Bastard (Mötley Crüe cover) – 3:25
7. Into the Crematorium – 3:42
8. Shot in the Head – 5:02
9. Killed in Your Sleep – 4:37
10. Crossroads to Armageddon – 2:07
11. Ten Deadly Plagues – 5:11
12. Crossing the River Styx – 1:15
13. Murder Addiction – 3:57

## Formazione
- Chris Barnes - voce
- Steve Swanson - chitarra
- Terry Butler - basso
- Greg Gall - batteria